# Salomon Grumbach

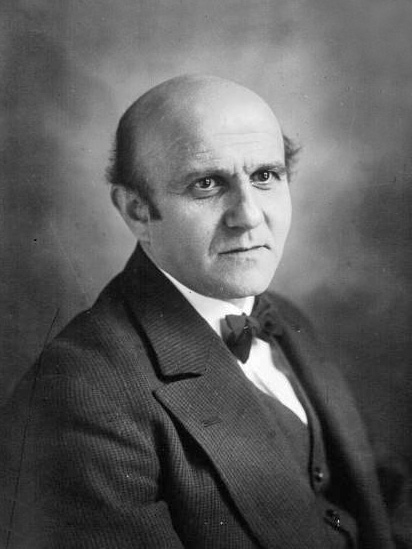
Salomon Grumbach (1929)

Salomon Grumbach (* 6. Januar 1884 in Hattstatt, Elsass, Deutsches Kaiserreich; † 13. Juli 1952 in Neuilly-sur-Seine, Frankreich) war ein elsässischer Politiker und Journalist. Bis zum Jahr 1918 war Grumbach Deutscher, dann wählte er die französische Staatsangehörigkeit. Als Mitglied der Sozialdemokratischen Partei Deutschlands (SPD) vertrat er während des Ersten Weltkriegs die Auffassung, Deutschland führe einen annexionistischen Angriffskrieg. Damit distanzierte er sich zunehmend von der Burgfriedenspolitik der SPD und erwarb nach dem Jahr 1918 die Mitgliedschaft der Partei Section française de l’Internationale ouvrière (SFIO). Er strebte insbesondere nach einer Verbesserung der deutsch-französischen Beziehungen. In Frankreich übte er auf kommunaler und nationaler Ebene eine Reihe politischer Ämter aus.

## Politisches Engagement bis zum Ersten Weltkrieg

### Politische und kulturelle Prägung
Grumbach entstammte einem jüdischen Elternhaus. Er wuchs als Sohn eines Käsehändlers und einer Putzmacherin (Modistin bzw. Schneiderin) in bescheidenen Verhältnissen auf. Seine Kindheit war geprägt von literarischer Bildung. Die französische und deutsche Kultur standen dabei gleichrangig nebeneinander, genauso wie die Sprachen dieser beiden Länder. Bereits in seiner Jugend fand er Anschluss an einen Künstler- und Schriftstellerkreis, der sich Junges Elsass nannte und die Zeitschrift Die Stürmer herausgab. Dieser Kreis verstand sich als Mittler zwischen Deutschland und Frankreich und erstrebte eine geistig-kulturelle Erneuerung, ein „geistiges Elsässertum“, das über regionale und nationale Begrenzungen hinausweisen und europäische bzw. universelle Perspektiven eröffnen sollte. Zu diesem Personenkreis zählten unter anderem Otto Flake, René Schickele, Ernst Stadler, Hermann Wendel, Bernd Isemann und René Prévot. 1904 löste sich diese Gruppe, die Grumbachs politisches Denken entscheidend prägte, auf. Einige ihrer Mitglieder – Grumbach, Flake und Wendel – traten in die SPD ein.

### Sozialistischer Redakteur
In den Jahren 1904 bis 1907 arbeitete Grumbach als Redakteur der Volksstimme, der sozialdemokratischen Zeitung in Frankfurt am Main. Er veröffentlichte Artikel über die politische Situation im Reichsland Elsaß-Lothringen, über die Innenpolitik des Deutschen Kaiserreichs sowie über die französische und die österreichische Arbeiterbewegung. Ferner schrieb er Beiträge für das Feuilleton. Ein weiteres Aufgabengebiet Grumbachs in der sozialdemokratischen Arbeiterbewegung Frankfurts war seine Tätigkeit im Frankfurter Arbeiterbildungsausschuss, für die ihn insbesondere seine literaturgeschichtliche Bildung qualifizierte.
Im Juli 1907 schied Grumbach aus der Redaktion der Volksstimme aus. Er pendelte in der Folgezeit zwischen Berlin, Straßburg und Paris. In der französischen Hauptstadt arbeitete er für die bis zum Jahr 1923 sozialistisch orientierte Zeitung L’Humanité und lieferte Beiträge für das sozialdemokratische Zentralorgan Vorwärts sowie die elsässische Zeitung Freie Presse. Zudem fungierte er als Sekretär eines sozialistischen Leseklubs. Grumbach pflege in dieser Zeit gute Kontakte zu führenden französischen Sozialisten wie Jean Jaurès, Marcel Sembat oder Albert Thomas. In den Jahren von 1907 bis zum Beginn des Ersten Weltkrieges kritisierte Grumbach fortgesetzt die Germanisierungspolitik in Elsass-Lothringen. Zudem äußerte er sich kritisch zur wachsenden Kriegsgefahr und zum Militarismus, der Ende 1913 in der Zabern-Affäre unverhohlen zum Ausdruck kam. Grumbach war einer derjenigen, die im monarchistischen deutschen Kaiserreich eine republikanische Verfassung für Elsass-Lothringen forderten. Die Verfassung von 1911 begrüßte er als einen Schritt in die richtige Richtung.

## Berichterstattung und Politik im Ersten Weltkrieg
Kurz vor dem Ausbruch des Ersten Weltkriegs siedelte sich Grumbach in der Schweiz an und arbeitete dort als Korrespondent der L’Humanité. Im Angesicht der Spaltung der internationalen Arbeiterbewegung ging Grumbach zur französischen Seite über. Sein Verhältnis zur SPD kühlte merklich ab. Er ging im Unterschied zur Mehrheit der deutschen Sozialdemokraten davon aus, dass das Deutsche Reich einen Angriffskrieg führe. Zudem forderte er für Elsass-Lothringen das Selbstbestimmungsrecht. Überdies publizierte er im Jahr 1917 eine Sammlung von Texten und Dokumenten, die Aufschluss über die deutschen Kriegszielpläne gab. Zur wachsenden Minderheit der deutschen Sozialdemokraten, die die Burgfriedenspolitik der SPD ablehnte, hielt Grumbach in den Kriegsjahren Kontakt. Er versuchte sie mit den französischen Sozialisten an einen Tisch zu bringen.

## Politik in der Zwischenkriegszeit

### Aufstieg in der SFIO
Grumbach, der im Jahr 1918 die französische Staatsbürgerschaft angenommen hatte und Mitglied der SFIO wurde, gehörte innerhalb seiner Partei zur Minderheit der Gegner einer internationalen Zusammenarbeit mit kommunistischen Parteien. Die Mehrheit gründete 1920 die Parti communiste français, die sich der Komintern anschloss. Grumbach stieg in der SFIO in Führungspositionen auf, er wurde Mitglied der Commission administrative politique dieser Partei. Innerhalb der SFIO gehörte er zum rechten Parteiflügel. Im Angesicht fundamentaler Gefahren für den Bestand republikanischer Verhältnisse setzte er sich allerdings für ein Zusammengehen aller Parteien ein, die sich für den Erhalt der Republik und gegen autoritäre Staatsformen aussprachen.

### Mandatsträger
Im Kanton Sainte-Marie-aux-Mines wurde Grumbach im Jahr 1919 zum Generalrat (Conseiller général) gewählt, also zur administrativen Spitze dieser Verwaltungseinheit. 1919 und 1924 scheiterte er bei den Wahlen zur französischen Abgeordnetenkammer, erst 1928 glückte eine entsprechende Kandidatur im zweiten Wahlgang. Das Parlament wählte Grumbach zum Vizepräsidenten der Kommission für auswärtige Angelegenheiten und zum technischen Berater Frankreichs beim Völkerbund. Außerdem war er Mitglied der Kommission für Elsass-Lothringen und der Kommission für Bergbau und Energie. 1932 verlor Grumbach seinen Sitz in der Abgeordnetenkammer. Ende April 1936 gewann er ihn zurück, diesmal als Abgeordneter von Castres im südfranzösischen Département Tarn.

### Teilnehmer internationaler Konferenzen
Nach Ende des Ersten Weltkriegs hielt Grumbach an seiner Vermittlungsrolle zwischen Deutschland und Frankreich fest. So nahm er beispielsweise im Frühjahr 1921 an einer Konferenz in Amsterdam teil, die die Bestimmungen des Versailler Vertrages kritisierte und zugleich Deutschland dafür rügte, weil es keinen Plan zur Wiedergutmachung der Kriegsschäden vorlegte. Teilnehmer an dieser Konferenz waren Delegierte der französischen Sozialisten, der Unabhängigen Sozialdemokratischen Partei Deutschlands und der britischen Independent Labour Party. Im Januar 1922 sprach Grumbach auf einer Internationalen Kundgebung in Berlin, einen Monat später nahm er in Frankfurt am Main an einer Tagung der Internationalen Arbeitsgemeinschaft Sozialistischer Parteien teil, die Fragen der Demilitarisierung und der Reparationen gewidmet war. Auf dem Leipziger Parteitag der Sozialdemokratie plädierte Grumbach 1931 als französischer Gastredner leidenschaftlich für die deutsch-französische Verständigung. 1924 begleitete er Édouard Herriot nach London, wo der Dawes-Plan zur Regelung der Deutschen Reparationen nach dem Ersten Weltkrieg ausgehandelt wurde. Im Folgejahr begleitete er Aristide Briand zur Konferenz in Locarno, die der Ausarbeitung der Verträge von Locarno diente.

### Fluchthelfer und Interpret deutsch-französischer Politik
Nach der Machtergreifung der Nationalsozialistischen Deutschen Arbeiterpartei am 30. Januar 1933 gelang es Grumbach, einer Reihe von Deutschen zu helfen, die vor dem neuen Regime flüchteten. Dazu nutzte er seine Funktion als Präsident der Einwandererkommission der SFIO und seine engen Kontakte zum Völkerbund. Zu diesen Personen, die Grumbach auf diese Weise unterstützte, gehörten unter anderem der Altonaer Oberbürgermeister Max Brauer, dessen Freund und Anwalt Rudolf Katz und der frühere preußische Finanzminister Otto Klepper. Grumbach veröffentlichte zwischen Dezember 1933 und Januar 1936 eine Serie von Artikeln in der wichtigsten deutschsprachigen Exil-Zeitung Frankreichs, dem Pariser Tageblatt. Er verbarg in diesen Beiträgen, die allesamt an prominenter Stelle erschienen, seine Identität hinter zwei Pseudonymen. Inhaltlich befasste er sich dabei mit den deutsch-französischen Beziehungen und den Verhältnissen in Deutschland, insbesondere der Rüstungspolitik des Dritten Reichs. Als intimer Kenner der französischen Politik klärte er seine Leser zudem über die Charakteristika und Details der französischen Innenpolitik und des französischen Parteiensystems auf.

### Unterstützung der Volksfront
National und international wies Grumbach nachdrücklich auf die Gefahren hin, die in Europa durch die faschistischen Bewegungen drohten. Nach Grumbach hatten die unüberbrückbaren Differenzen zwischen den deutschen Sozialdemokraten und den deutschen Kommunisten den Sieg des Nationalsozialismus gefördert. Aus diesem Grund warb Grumbach für ein Bündnis der französischen Linksparteien sowie jener Parteien des Landes, die sich für den Erhalt der Demokratie aussprachen. Grumbach befürwortete die Volksfront-Regierungen unter Léon Blum und Édouard Daladier. Ein militärisches Vorgehen gegen das Dritte Reich, das lange vor Beginn des Zweiten Weltkrieges völkerrechtliche Verpflichtungen Deutschlands missachtete, unterstützte Grumbach nicht. Stattdessen verteidigte er die französische Politik der Nicht-Intervention im Spanischen Bürgerkrieg und 1938 ebenfalls die Appeasement-Politik. Grumbachs oberstes Ziel blieb die Erhaltung des Friedens, den eine antinationalsozialistische Diplomatie und Bündnispolitik sichern sollte.

## Aktivitäten im Zweiten Weltkrieg und Nachkriegspolitik

### Flucht und Widerstand
Als Reaktion auf den Einmarsch der deutschen Truppen in Frankreich schiffte sich der Antifaschist Grumbach im Juli 1940 zusammen mit 26 weiteren Parlamentariern auf der Massilia ein, die Kurs auf Marokko nahm. Aus diesem Grund nahm er nicht an der Sitzung der Nationalversammlung vom 10. Juli 1940 teil, auf der Marschall Philippe Pétain umfassende Vollmachten erteilt wurden. Der Passagierdampfer wurde in Casablanca abgewiesen und musste die Rückreise antreten. Im September 1940 wurde Grumbach verhaftet und blieb bis Mai 1941 interniert. Im Anschluss lebte er unter polizeilicher Aufsicht in Mende. Es gelang ihm trotz behördlicher Beobachtung Kontakt zur Résistance aufzunehmen. Im November 1942 floh er zu den Maquis in den Cevennen, wo er die Befreiung erlebte.

### Mandate und Aufgaben nach dem Zweiten Weltkrieg
Im Oktober 1945 wurde Grumbach für Castres Delegierter der ersten Nationalversammlung. Erneut vertrat er dort die SFIO und übernahm den Vorsitz der Ausschusses für auswärtige Angelegenheiten sowie den Vorsitz der parlamentarischen Enquête-Kommission für die Französische Besatzungszone. Diese parlamentarische Untersuchungskommission bereiste unter seiner Leitung die Französische Besatzungszone. Dabei belegte ein ausführlicher Bericht zahlreiche Missstände. Mitte Dezember 1946 wurde Grumbach in den Rat der Republik gewählt, dem er bis 1948 angehörte. Ab Ende 1948 wurde er Mitglied der französischen Delegation bei den Vereinten Nationen. 1952 kandidierte Grumbach erneut für den Rat der Republik, er scheiterte jedoch.
Grumbach nahm unmittelbar nach dem Ende des Zweiten Weltkrieges wieder Kontakt zur SPD auf. Bereits im August 1946 sprach er neben Max Brauer in Hamburg als Hauptredner auf einer öffentlichen Veranstaltung der SPD. Er war zudem der erste Repräsentant der SFIO, der 1947 auf einem Parteitag der SPD sprach. Auch später trat er regelmäßig in Deutschland auf. In der SPD erfuhr er dafür große Anerkennung, was ein Nachruf des Sozialdemokratischen Pressedienstes ausdrücklich vermerkte. Die Führung der SFIO schätzte zwar seine deutschen Sprachkenntnisse und seine Sachkenntnisse über das Nachbarland. Sein Einfluss in deutschen Angelegenheiten war in seiner Partei allerdings gering. Im elsässischen Mülhausen ist heute eine Straße nach ihm benannt.

## Werke
- Der Irrtum von Zimmerwald-Kiental. Benteli, Bümpliz-Bern 1916 (Digitalisat).
- Das annexionistische Deutschland. Payot, Lausanne 1917 (Digitalisat).